# Clemens Bleistein
Clemens Bleistein (* 29. September 1990 in Stuttgart-Bad Cannstatt/Baden-Württemberg) ist ein deutscher Leichtathlet, der Mittel- und Langstrecke läuft. Seine Hauptdisziplinen sind der 3000- und 5000-Meter-Lauf.

## Berufsweg
Nach dem Studium der Humanmedizin schreibt Bleistein neben dem Sport an seiner Doktorarbeit in Sportmedizin an der TU München und erledigt die Pressearbeit für seinen Verein. In der Freizeit spielt er gern Fußball oder Volleyball. 2016/2017 machte er ein Praktisches Jahr als Mediziner und stellte seine sportlichen Aktivitäten hintan. Ab dem 1. April 2018 arbeitet Bleistein als Assistenzarzt, erst einmal zu 50 Prozent mit Blick auf die Europameisterschaften in Berlin.

## Sportliche Karriere
Zum Sport kam Bleistein durch den Schulsport und über das Tennistraining, bei dem er schneller als die anderen Jungs war, und ihm die Leichtathletik nahegelegt wurde.
2009 gewann er 19-jährig den Nikolauslauf in Tübingen, und auch im darauf folgenden Jahr und 2012 siegte er auf den 21,1 Kilometern durch den Schnee.
2013 und 2015 wurde er Bayerischer Meister über 1500 Meter.
Bei den Halleneuropameisterschaften in Prag verpasste er trotz persönlicher Bestleistung seinen Wunsch es bis ins Finale zu schaffen und belegte den 9. Platz.
Bleistein betätigt sich auch als Tempomacher. So gab er beim Munich Indoor 2015, nachdem er gerade den 1500-Meter-Lauf gewonnen hatte, wenige Minuten später die laufende Zugmaschine für Corinna Harrer, da bei deren 1500-Meter-Lauf keine gleichstarke Konkurrentin am Start war, und sie die 4:20-Minuten-Zeit unterbieten wollte, was ihr dann auch dank Bleistein mit 4:18:57 min gelang.
2016 holte Bleistein bei den deutschen Hallenmeisterschaften Bronze über 3000 m und kam bei den deutschen Meisterschaften über 5000 m auf den 5. Platz.
2017 hatte er seine sportliche Laufbahn berufsbedingt wegen eines Praktischen Jahrs als Mediziner unterbrochen. Im Oktober gewann Bleistein in 30:37 min das Zehn-Kilometer-Rennen beim München-Marathon. Im Dezember dann den Münchner Nikolauslauf, wie schon 2013 und 2014, nur diesmal in 30:26 min und damit zwei Sekunden über dem Streckenrekord.
2018 steigerte Bleistein am 3. Februar beim CMCM Indoor Meeting im Centre National Sportif et Culturel (D’Coque) auf dem Luxemburger Kirchberg seine 1500-Meter-Bestzeit auf 3:41,53 min. Am 11. Februar verbesserte er beim Meeting Elite en Salle in Metz (Frankreich) seine persönliche Bestzeit über 3000 m auf 7:51,51 min, womit er auch die Norm für die Hallenweltmeisterschaften in Birmingham (England) erfüllte. Eine Woche später trat er bei den deutschen Hallenmeisterschaften in Dortmund über 3000 m an und konnte sich knapp hinter Richard Ringer Silber erlaufen. Bei den Hallenweltmeisterschaften in Birmingham kam er mit persönlicher Bestzeit von 7:49,01 min ins Finale und belegte dort den 8. Platz.
Auf Grund seiner Leistungen bei den Hallenweltmeisterschaften in Birmingham wurde Bleistein im März 2018 nachträglich in den Perspektivkader des Deutschen Leichtathletik-Verbandes berufen.

## Vereinszugehörigkeiten
Bleistein startet seit 2013 für die LG Stadtwerke München (LG SWM). Zuvor war er bei der LAV Tübingen und dem TV Cannstatt.

## Bestleistungen
(Stand: 29. Mai 2018)

| 1500 m         | 3:43,20 min  | 22.08.2015 | Antwerpen (BEL)  |
| 1500 m (Halle) | 3:41,53 min  | 03.02.2018 | Luxemburg (LUX)  |
| 3000 m         | 8:00,56 min  | 02.07.2013 | Cork (IRL)       |
| 3000 m (Halle) | 7:49,01 min  | 02.03.2018 | Birmingham (GBR) |
| 5000 m         | 13:40,95 min | 26.05.2018 | Oordegem (BEL)   |

## Erfolge
national
- 2012: 2. Platz Deutsche Meisterschaften (10 km Straße Mannschaft)
- 2013: 2. Platz Deutsche Hallenmeisterschaften (3000 m)
- 2013 Bayerischer Meister (1500 m)
- 2013: 4. Platz Deutsche Meisterschaften (5000 m)
- 2014: 4. Platz Deutsche Hallenmeisterschaften (3000 m)
- 2015: 3. Platz Deutsche Hallenmeisterschaften (3000 m)
- 2015 Bayerischer Meister (1500 m)
- 2015: 2. Platz Deutsche Meisterschaften (5000 m)
- 2016: 3. Platz Deutsche Hallenmeisterschaften (3000 m)
- 2016: 5. Platz Deutsche Meisterschaften (5000 m)
- 2018: 2. Platz Deutsche Hallenmeisterschaften (3000 m)

international
- 2015: 9. Platz Halleneuropameisterschaften (3000 m)
- 2018: 8. Platz Hallenweltmeisterschaften (3000 m)